# اكمة عراف (جبلة)
اكمة عراف

تعديل مصدري - تعديل

اكمة عراف هي إحدى قرى عزلة الأصابح بمديرية جبلة التابعة لمحافظة إب، بلغ تعداد سكانها 159 نسمة حسب تعداد اليمن لعام 2004.